# Bernard Roy (1888-1953)
Pour les articles homonymes, voir Bernard Roy et Roy.
Bernard Roy est un écrivain, journaliste, illustrateur, peintre et conservateur français de musées né le 14 février 1888 à Nantes et mort le 4 décembre 1953 dans la même ville.

## Biographie
Membre en 1942 de l'Institut celtique de Bretagne.

## Publications
- Du Nantais, de ce qu'il fut et de sa ville, 1953
- Les Grandes heures de Nantes et Saint-Nazaire, 1939-1945. Préface de l'amiral Decoux, Avant-propos par le duc de Rohan, 1951
- Une capitale de l'indiennage : Nantes, 1948
- La Vie aventureuse du maréchal de Tourville. Lithographies originales de H. Bellair, 1948
- La Corbeille d'histoires, 1947
- Jacques Cassard, corsaire de Nantes, 1679-1740, 1942
- Jean des Vieilles Lunes, 1942

## Hommages
- Rue Bernard Roy, Nantes

## Sources
- La Loire-Atlantique, des origines à nos jours, 1984